# In Love & War
In Love & War è il quarto album discografico in studio della cantante statunitense Amerie, pubblicato nel 2009.

## Tracce
1. Tell Me You Love Me – 3:07 (Amerie Rogers, T. Riley, W. Scott, I. Freeman, J. Lowe)
2. Heard 'Em All – 3:23 (Rogers, S. Garrett, E. Hudson)
3. Dangerous – 2:48 (Rogers, E. Serrano, J. Jeberg, D. Sharpe, G. Lawson)
4. Higher – 2:52 (Rogers, W. Campbell)
5. Why R U – 3:17 (Rogers, S. Johnson, C. Miller, K. Thornton, H. Rooney)
6. Pretty Brown (feat. Trey Songz) – 4:02 (Rogers, E. Serrano, K. Lewis, L. Waddell, M. Landon, S. Williams, J. Allen)
7. More Than Love (feat. Fabolous) – 4:14 (Rogers, G. Brown, R. Bell, C. Smith, R. Mickens, R. Westfield, D. Thomas, Ro. Bell, J. Jackson, L. Nicholson, A. Taylor)
8. Swag Back – 4:29 (Rogers, D. Siegel, J. Scheffer, J. Jonsin, R. Love)
9. You're a Star (Interlude) – 1:52 (Rogers, Len Nicholson)
10. Red Eye – 4:11 (Rogers, B. Cox)
11. The Flowers – 5:16 (Rogers, I. Barias, C. Haggins)
12. Different People – 3:55 (Rogers, M. Landon)
13. Dear John – 4:12 (Rogers, L. Nicholson, D. Richards, S. Rumsey)
14. Heard 'Em All (Remix feat. Lil Wayne) – 3:56 (D. Carter, Rogers, S. Garrett, E. Hudson)